# 張淑玲
張淑玲（1968年8月13日—），中華民國外交官、政府官員。畢業於淡江大學日本研究所法學碩士，曾任僑務委員會委員長秘書、外交部部長秘書、亞東關係協會會長秘書、臺北駐日經濟文化代表處政務組組長、外交部亞東太平洋司副司長兼亞東關係協會／臺灣日本關係協會秘書長、臺北駐日經濟文化代表處橫濱分處總領事銜處長等職務。

## 職業生涯
張淑玲曾擔任僑務委員會委員長章孝嚴的秘書；在馬英九政府時期，擔任駐日本代表沈斯淳的秘書；而在蔡英文政府時期，亞東關係協會秘書長蔡明耀轉任外交部主任秘書後，在總統蔡英文的推薦下，由外交部長李大維「破格」讓原11職等、沒擔任過副司長的張淑玲接任12職等的職缺。在擔任臺灣日本關係協會秘書長期間，由於會長邱義仁鮮少出面，經常交由張淑玲面對媒體。
2018年9月，於該年7月上任的駐大阪辦事處處長蘇啟誠因為燕子颱風侵襲日本造成关西国际机场關閉時，對於台灣旅客滯留機場的處理遭受批評一事讓他感到痛苦，於是在住處上吊輕生。事發前，傳出外交部亞東太平洋司副司長兼臺灣日本關係協會秘書長張淑玲曾與蘇啟誠電話連絡20分鐘，要讓其調回台北並記小過，甚至駐大阪辦事處全體職員考績丙等，讓蘇啟誠倍感壓力。對此，張淑玲出面澄清，前一日沒有與蘇啟誠通過電話，也就不會有所謂傳達究責之意，同時願意提供相關記錄授權外交部做必要的調查。至於駐日本代表處是否有打電話給蘇啟誠，張淑玲表示，當日外交部只有一位同仁與蘇啟誠聯絡，簡短幾分鐘，針對回報的內容請教細節而已，沒有提到懲處事宜。對於外界認為張淑玲是幫外交部長吳釗燮扛責，也有國民黨立法委員要求暫停職務接受調查，張淑玲強調不認為有請辭的需要，此事可受社會公論，也不會感覺是幫吳釗燮扛責，吳釗燮沒有授權她做任何聯絡或是傳達訊息。
2019年1月，外交部原本規劃亞東太平洋司參事兼臺灣日本關係協會秘書長張淑玲擔任駐日本副代表，台灣智庫國際事務部主任董思齊擔任駐韓國副代表，但因為「口譯哥」趙怡翔被外交部派任駐美國代表處擔任政治組長，引起特權酬庸爭議而暫停。最後，董思齊任命暫緩，張淑玲則到橫濱擔任處長。

## 外部連結
- (PDF). 中華民國監察院. 2019年5月29日.